# جديدة الخاص
جديدة الخاص قرية سوريّة تتبع إداريّاً لمحافظة ريف دمشق منطقة دوما ناحية حران العواميد، بلغ تعداد سكانها 6,298 نسمة حسب التعداد السكاني لعام 2004.